# Settefrati
Settefrati è un comune italiano di 708 abitanti della provincia di Frosinone nel Lazio.

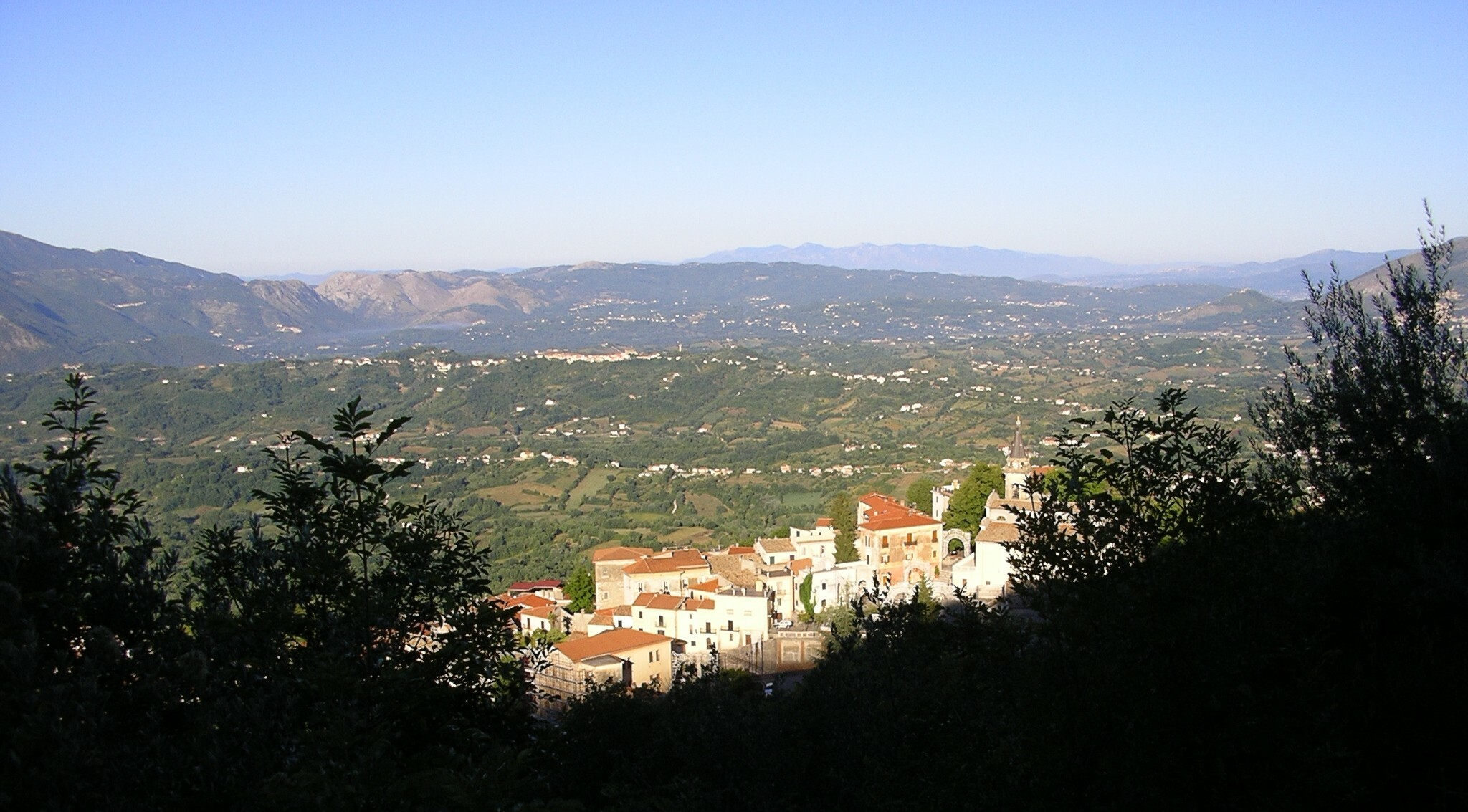
Mattina d'estate. Sullo sfondo la Valle di Comino

## Geografia fisica

### Territorio
Situato nella Valle di Comino, al confine con l'Abruzzo; nel territorio comunale si elevano le cime di Rocca Altiera, 2.018 m, e del Colle Nero, 1.991 m., due rilievi dei monti Marsicani.

### Clima
Classificazione climatica: zona E, 2477 GR/G

## Origini del nome
Il nome (Sëttëfràtë in dialetto) deriva dai Santi Sette Fratelli figli di Santa Felicita, martirizzati con la madre nel corso della persecuzione dei cristiani nell'Impero romano.

## Storia
Settefrati, tra la fine del XIV secolo e l'inizio del XVI secolo, partecipò come possidemento alle vicende della contea di Alvito, feudo del Regno di Napoli.

## Monumenti e luoghi d'interesse

### Architetture religiose
- Dell'antica chiesa dei Santi Sette Fratelli oggi rimane il portale d'ingresso inglobato in un edificio moderno (recentemente restaurato ed adibito a sede del comune): il luogo - detto San Settefrati- conserva la denominazione della chiesa.
- Chiesa di Santo Stefano, la chiesa principale, che sorge nella parte più alta del paese, accanto alla torre, è dedicata a Santo Stefano Protomartire.
- Chiesa di Santa Maria della Tribuna, situata in uno dei punti panoramici più suggestivi dell'intera Valle di Comino,
- Chiesa dei Santa Felicita
- Chiesa di Madonna delle Grazie, che nel pronao conserva un affresco rappresentante il giudizio universale e, nell'interno, un soffitto settecentesco a cassettoni e diversi dipinti su tela: una precisa testimonianza della seicentesca Descrittione del ducato di Alvito, attribuita a un immaginario Giovanni Paolo Mattia Castrucci, attesta la presenza di opere del pittore cassinese Marco Mazzaroppi[4]
- Chiesa di San Nicola, caduta in rovina, resta soltanto la denominazione del luogo.
- Chiesa di San Michele Arcangelo nella frazione di Pietrafitta
- Cappellina dedicata a Santa Felicita, che sorge su una fonte di acqua da lungo tempo ritenuta terapeutica.
- Santuario di Canneto[5], a 10 km dal paese, a quota 1030 m s.l.m., tra i boschi del Parco nazionale d'Abruzzo, Lazio e Molise, si trova il santuario del XIII secolo, meta di un pellegrinaggio di tradizione plurisecolare proveniente sia dalle regioni e città lontane che da quelle limitrofe.

### Architetture militari
Il castello di Settefrati, di cui restano gli avanzi della torre e sporadici resti di mura, è documentato dal X secolo (enfiteusi dell'abate Aligerno del 983).

### Siti archeologici
Nei pressi del santuario, alle sorgenti del Melfa, nel 1958 furono rinvenuti i resti di un tempio dedicato alla dea Mefite, con monete ed ex voto fittili risalenti al III secolo a.C.
Nel 1974, a meno di un chilometro dal centro abitato, in località Casa Firma furono rinvenute alcune sepolture con vasellame e una piccola moneta divisionale, oltre ai resti di un pavimento in mattoncini a spina di pesce: il tutto probabilmente appartenente a una villa rustica romana risalente all'epoca tardo-imperiale.

### Aree naturali
- Parco nazionale d'Abruzzo, Lazio e Molise

## Società

### Evoluzione demografica
Abitanti censiti

### Religione
La popolazione professa per la maggior parte la religione cattolica nell'ambito della diocesi di Sora-Cassino-Aquino-Pontecorvo.

### Tradizioni e folclore
Nella seconda metà di agosto il paese è al centro dei tradizionali festeggiamenti per la Madonna di Canneto, che culminano nella processione notturna del 22 agosto, con poderosi fuochi di artificio visibili in tutta la Valle di Comino.
Da una decina di anni vi si tiene una importante manifestazione gastronomico-culinaria, la "Magnalonga: borgo con gusto".

## Cultura

### Cinema
A Settefrati sono state girate alcune scene del film del 2005 La fiamma sul ghiaccio, la storia di un professore di matematica con la sindrome di Asperger.

### Cucina
Vini e formaggi
Il territorio comunale è luogo di produzione di alcuni vini regolamentati dal disciplinare Atina DOC e del formaggio DOP Pecorino di Picinisco.
Piatti tipici
Sagne e fagioli, Panemmolle, Abbuote, Polenta con salsicce, Salsicce di fegato

## Economia
Di seguito la tabella storica elaborata dall'Istat a tema Unità locali, intesa come numero di imprese attive, ed addetti, intesi come numero di addetti delle imprese locali attive (valori medi annui).
|            | 2015                  |                              |                            |                |                       |                     | 2014                  |                | 2013                  |                |
| ---------- | --------------------- | ---------------------------- | -------------------------- | -------------- | --------------------- | ------------------- | --------------------- | -------------- | --------------------- | -------------- |
|            | Numero imprese attive | % Provinciale Imprese attive | % Regionale Imprese attive | Numero addetti | % Provinciale Addetti | % Regionale Addetti | Numero imprese attive | Numero addetti | Numero imprese attive | Numero addetti |
| Settefrati | 23                    | 0,07%                        | 0,01%                      | 25             | 0,2%                  | 0,02%               | 26                    | 31             | 27                    | 36             |
| Frosinone  | 33.605                |                              | 7,38%                      | 106.578        |                       | 6,92%               | 34.015                | 107.546        | 35.081                | 111.529        |
| Lazio      | 455.591               |                              |                            | 1.539.359      |                       |                     | 457.686               | 1.510.459      | 464.094               | 1.525.471      |

Nel 2015 le 23 imprese operanti nel territorio comunale, che rappresentavano lo 0,07% del totale provinciale (33.605 imprese attive), hanno occupato 25 addetti, lo 0,2% del dato provinciale; in media, ogni impresa nel 2015 ha occupato un addetto (1,09).

## Amministrazione
Nel 1927, a seguito del riordino delle circoscrizioni provinciali stabilito dal regio decreto n. 1 del 2 gennaio 1927, per volontà del governo fascista, quando venne istituita la provincia di Frosinone, Settefrati passò dalla provincia di Caserta a quella di Frosinone.

### Altre informazioni amministrative
- Fa parte della comunità montana Valle di Comino.
- Fa parte del parco nazionale d'Abruzzo, Lazio e Molise.[9]